# Последние и первые люди (фильм)
«Последние и первые люди» (англ. Last and First Men) — исландский научно-фантастический фильм 2020 года, посмертный режиссёрский дебют Йоханна Йоханссона.
Фильм основан на одноименном научно-фантастическом романе английского писателя Олафа Стэплдона, опубликованного в 1930 году. Мировая премьера фильма состоялась 25 февраля 2020 года на 70-м Берлинском международном кинофестивале, а 30 июля он был выпущен в цифровом виде на территории Соединённого Королевства компанией BFI Distribution. Премьера единственной режиссёрской работы Йоханссона состоялась через два года после его смерти и сразу же после релиза была встречена широким признанием критиков.

## Предыстория

### Литературный первоисточник
Фильм основан на научно-фантастическом романе английского писателя Олафа Стэплдона «Последние и первые люди», написанном в 1930 году. Во время обеих мировых войн он был страстным пацифистом и отказывался от военной службы по соображениям совести. Степлдон читал лекции на различные философские темы по всему миру, но свое истинное предназначение нашел в качестве писателя-фантаста.
Он продолжил цикл «Последних и первых людей» работами «Последние люди в Лондоне» и «Создатель звезд». В этих книгах он подробно описал свое видение человеческой истории и эволюции в эпических масштабах, простирающихся на двух миллиардов лет в будущее. Стэплдон написал и другие научно-фантастические произведения, такие как «Одд Джон» о сверхразуме и «Сириус» об разумной собаке, а также несколько эссе о будущем общества и жизни после смерти. Роман «Последние и первые люди», на котором основан фильм, написан с точки зрения одного из последних людей, исследовавших людей первых, то есть своих предков.

### Мультимедийное шоу
Исландский композитор Йоханн Йоханссон сочинил и записал музыку к мультимедийному фильму «Последние и первые люди», в котором «сочетались история, рассказанная актрисой Тильдой Суинтон, и музыка в исполнении филармонического оркестра Би-би-си» на Международном фестивале в Манчестере в 2017 году. На 16-мм черно-белой пленке запечатлены преимущественно мемориальные скульптуры, установленные в бывшей Югославской Республике. В плане написания текста (адаптации романа Стэплдона) Йоханн сотрудничал с Хосе Энрике Масианом. Второй раз лента демонстрировалась в Барбакан-центре в Лондоне в декабре 2018 года, а затем в Сиднейском оперном театре в рамках фестиваля Vivid 2 июня 2019 года. В 2020 году основанный на этой работе короткометражный фильм был выпущен как дебютная и последняя режиссёрская работа Йоханна; звукорежиссёром, завершившим работу после смерти Йоханна в феврале 2018 года от наркотической передозировки, был выбран Яр Элазар Глотман. Мировая премьера фильма состоялась 25 февраля 2020 года на 70-м Берлинском международном кинофестивале, позже он был показан на других кинофестивалях по всему миру; выпуск на видео осуществлялся «по требованию». Впервые 30 июля 2020 года он был выпущен в Великобритании компанией BFI Distribution.

## Производство
Фильм снимался у многочисленных югославских памятников и мемориалов (для их обозначения в английский язык перекочевало слово «споменики») Второй мировой войны. Они устанавливались среди пейзажей Югославии, часто в полях в глуши, в период с 1950-х по 1980-е годы. В социалистическую эпоху мемориалы служили местом паломничества патриотов и школьников. Иосип Броз Тито хотел, чтобы эти сооружения воздали должное борьбе его народа во Второй мировой войне и проиллюстрировали его футуристическое видение объединённой Югославии. Им намеренно придавалась странная, причудливая форма и гигантский размер, соблюдался устрашающий, почти инопланетный дизайн. Тито хотел уйти от советской модели памятников, поэтому на создание Спомеников повлияли западный экспрессионизм и модернизм.
С распадом Югославии в 1991 году память угасла, эти мемориалы постепенно ушли в небытие и сейчас все больше размываются в ландшафте без должного ухода.
Как произведения искусства, словно оставленные инопланетянами, споменики иногда сравнивают с моаи, гигантскими каменными статуями острова Пасхи. Несмотря на свою историческую значимость и архитектурную красоту, Споменики разрушаются. Лишь немногие художественные проекты и фильмы пытались сохранить их как объекты культурного наследия.
Черно-белая съёмка этих монументальных военных мемориалов в протяжных[неизвестный термин] кадрах с необычных и экстремальных ракурсов, созданная оператором Стурлой Брандтом Гровленом, глубокие, темные, эпические звуки исландской музыки и голос Суинтон создали нечто, что неоднократно описывалась как «аудиокнига с картинками».
Съемки проходили в следующих локациях:
- Подгарич, Хорватия
- Сански Мост, Босния и Герцеговина
- Тьентиште, Босния и Герцеговина
- Остра, Сербия
- Ясеновац, Хорватия
- Мостар, Босния и Герцеговина
- Ниш, Сербия
- Попина, Сербия
- Митровица, Косово
- Бихач, Босния и Герцеговина
- Нови Травник, Босния и Герцеговина
- Петрова Гора, Хорватия
- Кадиняча, Сербия
- Никшич, Черногория

## Реакция публики
На данный момент фильм получил средний рейтинг 8,4 из 10 возможных на Rotten Tomatoes.
Редакция Future Needs Remembrance отмечает, что мысль из романа Олафа Стэплдона, мысль одного из последних людей, который оглядывается на нашу историю через два миллиарда лет, о том, что мы, люди, всегда стремимся быть выше других, чтобы править остальными — достаточно фаталистическая. Выбрав для своих картин отрывок из истории, который ясно иллюстрирует данный тезис, Йоханн Йоханссон придал этому фатальному видению будущего пугающе реальное лицо, потому что изначально все показанные монументы были созданы в память о людях, отдавших свои жизни в борьбе с насилием и угнетением, хотя со временем сами памятники стали символами эпохи диктатуры. Подводя итог, авторы статьи пишут: «Йоханссон создал собственное произведение искусства с „Последними и первыми людьми“. С впечатляющими изображениями памятников эпохи Тито и мягкими, мрачными и глубоко печальными звуками его саундтрека книга Стэплдона переносится в настоящее. Изображение, тон и звук оставляют у зрителя ощущение печали, но также безбрежности и вечности. Первый и единственный фильм Йоханнссона — это то, чем он никогда не должен был стать: памятник жизни, которая оказалась слишком короткой».
В 2018 году Йоханссону была присуждена премия World Soundtrack Awards в категории «Кинокомпозитор года».